# Želve
Želve (znanstveno ime Testudines) so plazilci, za katere je značilno, da njihovo telo ščiti koščen ali hrustančen oklep iz 60 kosov, ki je nastal iz preobraženih reber. Danes poznamo okoli 300 živečih vrst želv, mnoge od katerih so zaradi počasnega premikanja in dolgega generacijskega časa kritično ogrožene. Skupina je poznana tudi po fosilnih ostankih izumrlih predstavnikov, najstarejši izmed katerih so stari okoli 210 milijonov let in dokazujejo, da so želve ena najstarejših skupin plazilcev, starejša od kač in kuščarjev ter celo krokodilov.

## Sistematika
Red Testudines delimo v dva podredova, od katerih je eden opisan izključno po izumrlih predstavnikih.
Podred Paracryptodira (izumrli)

Podred Cryptodira
- Družina Chelydridae (hlastavke)
- Družina Meiolaniidae (izumrli)

- Naddružina Testudinoidea

- Družina Haichemydidae (izumrli)
- Družina Sinochelyidae (izumrli)
- Družina Lindholmemydidae (izumrli)
- Družina Testudinidae (kopenske želve ali kornjače)
- Družina Geoemydidae
- Družina Emydidae (sklednice)

- Naddružina Trionychoidea

- Družina Adocidae (izumrli)
- Družina Carettochelyidae
- Družina Trionychidae (mehkokožne želve)

- Naddružina Kinosternoidea

- Družina Dermatemydidae (tabasovke)
- Družina Kinosternidae
- Družina Platysternidae

- Naddružina  Chelonioidea

- Družina Toxochelyidae (izumrli)
- Družina Cheloniidae (morske želve)
- Družina Thalassemyidae (izumrli)
- Družina Dermochelyidae (usnjače)
- Družina Protostegidae (izumrli)

Podred Pleurodira
- Družina Proterochersidae (izumrli)
- Družina Chelidae (kačjevratke)
- Družina Araripemydidae (izumrli)

- Naddružina Pelomedusoidea

- Družina Pelomedusidae (pelomeduzne želve)
- Družina Bothremydidae (izumrli)
- Družina Podocnemididae

- Terrapene carolina major
- orjaška usnjača Dermochelys coriacea
- orjaška črepaha Chelonia mydas
- prava kareta Eretmochelys imbricata